# 第百一号駆潜特務艇
| 第101号駆潜特務艇  |                                           |
| 艦歴               |                                           |
| 建造所             | バタビア造船所                            |
| 起工               |                                           |
| 進水               |                                           |
| 竣工               | 1942年竣工 7月10日艦籍編入                |
| 喪失               | 1945年4月8日戦没                          |
| 除籍               | 1945年7月10日                             |
| 要目（整備完成時） |                                           |
| 排水量             | 基準：67トン                              |
| 全長               | 水線長：22.70m                            |
| 全幅               | 水線幅：4.30m                             |
| 吃水               | 1.50m                                     |
| 機関               | カーマス式ガソリン機関4基、2軸、2,000馬力 |
| 速力               | 26.0ノット                                |
| 航続距離           |                                           |
| 燃料搭載量         |                                           |
| 乗員               |                                           |
| 兵装（推定）       | 13mm単装機銃2艇、爆雷4個                  |

第百一号駆潜特務艇（だいひゃくいちごうくせんとくむてい）は、日本海軍の駆潜特務艇。旧オランダ海軍沿岸用掃海艇「テジュリメイ（Tejurimei）」で1942年に捕獲、1945年戦没。

## 艦歴
旧オランダ海軍メラピ（Merapi）級沿岸用掃海艇の3番艇テジュリメイ（Tejurimei）。1942年（昭和17年）の竣工直後に日本軍が侵攻、ジャワ島タンジョン・プリオクで同級の3艇（メラピ、スラマト（Slamat）、本艇）が自沈した。日本軍はそのうち本艇を捕獲、浮上させ同年7月10日に日本海軍の艦籍に編入、駆潜特務艇に類別され第百一号駆潜特務艇と命名された。同年8月4日にスラバヤの第百二海軍工作部で整備完成、その後は主に港湾や沿岸での対潜哨戒に使用された。
1945年（昭和20年）4月8日にセレベス島南東においてアメリカ海軍水上艦艇と交戦、沈没した。